# 110408 Nakajima
110408 Nakajima è un asteroide della fascia principale. Scoperto nel 2001, presenta un'orbita caratterizzata da un semiasse maggiore pari a 2,6846888 au e da un'eccentricità di 0,0687000, inclinata di 5,82447° rispetto all'eclittica.